# Ronan Chatellier
Ne doit pas être confondu avec Shenphen Dawa Rinpoché, fils de Dudjom Rinpoché.
Le texte peut changer fréquemment, n’est peut-être pas à jour et peut manquer de recul. 
Le titre et la description de l'acte concerné reposent sur la qualification juridique retenue lors de la rédaction de l'article et peuvent évoluer en même temps que celle-ci.
Compléments
- Fondateur de la Congrégation bouddhiste Dharmaling en Slovénie

Ronan Chatellier, né le 10 janvier 1969 en Bretagne, France (ou Shenphen Rinpoché, sous son nom de moine), est moine bouddhiste de 1990 à 2008.
Il est le fondateur, en 2003, en Slovénie, de la congrégation bouddhiste Dharmaling.
En mai 2025, il est arrêté en France à la suite d'un mandat d'arrêt international lancé contre lui par la Slovénie pour des abus sexuels sur mineures.

## Biographie
En 1985, à 16 ans, Ronan Chatellier rejoint le bouddhisme au monastère Nalanda à Labastide-Saint-Georges où il se fait moine en 1990.
De 1990 à 1994, il participe à plusieurs missions humanitaires dans le sud de l'Inde.
En 1997, Chatellier est condamné en France pour agression sexuelle sur enfant à la suite de « massages énergétiques » sur un garçon et une fille de 11 et 12 ans pour des abus entre fin 1994 et début 1995. Il est condamné à 8 mois avec sursis en première instance puis en appel. La cour d'appel l'a également condamné à une interdiction définitive d'exercer des activités professionnelles ou sociales avec des mineurs, ainsi qu'à une interdiction des droits civils, civiques et familiaux pour une durée de cinq ans. Chatellier doit également verser 20 000 francs français de dommages et intérêts à la grand-mère du garçon abusé et 5 000 francs aux parents de la fille,.
Entre 1998 et 2001, il dirige le centre de retraite Do-ngag Zung-juk Ling sur l'île de Páros en mer Égée.
En 2001, il part en Espagne, y ouvre un petit centre bouddhiste, où il ne reste que jusqu'en 2002.

## Congrégation Dharmaling
En 2003, Shenphen Rinpoché fonde la communauté bouddhiste Dharmaling à Ljubljana en Slovénie, pays principalement catholique où il s'est installé en 2002.
La même année, en raison de sa qualité de chef religieux, il obtient la nationalité slovène par une procédure extraordinaire.
Shenphen Rinpoché n'est toutefois pas en odeur de sainteté auprès du 14e dalaï-lama. Selon le quotidien slovène Dnevnik (en), le Dr Dejan Dinevski, président de la Société de yoga au quotidien de Maribor, qui a organisé, avec la municipalité de Maribor et le premier gymnase de Maribor, la visite du dalaï-lama dans la capitale styrienne en avril 2010, a confirmé que le dalaï-lama n’avait pas souhaité rencontrer Chatellier malgré ses sollicitations.
En 2018, la congrégation Dharmaling devient membre de l'Union bouddhiste européenne,.
Shenphen Rinpoché renonce à ses vœux et devient lama laïc en 2008,.
En 2012, Ronan Chatellier revient en France se dit conseiller en développement personnel et conférencier en philosophies asiatiques. Sous le nom de Shenphen Rinpoché, il donne alors quelques conférences.

## Abus sexuels sur mineurs
En 1997, Chatellier est condamné en France en 1997 pour une « massage énergétique » controversé sur des enfants âgés de onze et douze ans. Il a reçu une peine avec sursis et une interdiction permanente de travailler avec des mineurs.
À partir de 2009, Shenphen Rinpoché affirme recevoir des menaces. En 2011, il aurait été attaqué par deux inconnus à Ljubljana, puis à nouveau, le 12 avril 2011. Il est finalement accusé de fausses déclarations par la police slovène.
En 2012, il est mis en garde à vue par la police de Ljubljana à la suite d'une dénonciation. Cette plainte est toutefois retirée et Chatellier est libéré.
Chatellier quitte la Slovénie et regagne la France en 2012, il ne se rend pas à son procès qui devait avoir lieu en 2013, expliquant qu'il ne se sent pas en sécurité en Slovénie. Depuis, le tribunal lui demande en vain de se rendre en Slovénie pour comparaître, ce qu'il refuse pour des raisons médicales,.
En mai 2025, il est arrêté en France à la suite d'un mandat d'arrêt international lancé contre lui par la Slovénie 
,,.